# پیلا، استونی
پیلا (به انگلیسی: Piila) یک روستا در دهستان سارما، شهرستان ساره در غرب کشور استونی است.
قبل از اصلاحات اداری در سال ۲۰۱۷، این روستا در منطقه Lääne-Saare بود.